# Pareas menglaensis
Pareas menglaensis — вид неотруйних змій родини Pareatidae. Описаний у 2020 році.

## Поширення
Ендемік Китаю. Відомий у типовому місцезнаходженні — повіт Менла на півдні провінції Юньнань на півдні країни. Мешкає у низькогірному вічнозеленому широколистяному лісі на висоті 700 метрів над рівнем моря.

## Опис
Тіло завдовжки 47 см, хвіст — 11 см. Спинна поверхня світло-коричнева з ледь помітними чорними поперечними смугами. Голова світло-коричнева з чорними запиленими плямами. Тонка посторбітальна смужка простягається від очей до шиї. Живіт жовтувато-білий, передня частина без плям, за винятком бічних країв, вкраплених смугастими темно-коричневими плямами, які поступово стають невидимими до середини тіла. На задній частині живота є чіткі темнокоричневі плями.